# Timelaea reticulata
Timelaea reticulata är en fjärilsart som beskrevs av Matsumura 1939. Timelaea reticulata ingår i släktet Timelaea och familjen praktfjärilar. Inga underarter finns listade i Catalogue of Life.